# Nebelin
Nebelin ist ein Ortsteil der amtsfreien Gemeinde Karstädt im Landkreis Prignitz in Brandenburg.

## Geographie und Geologie
Nebelin ist etwa zwölf Kilometer westlich von Perleberg gelegen. Die Feldmark des Ortes grenzt an die Gemarkungen Glövzin (nordöstlich), Premslin (östlich), Sükow (südöstlich), Kuhwinkel (südlich), Laaslich (südwestlich), Mesekow (nordwestlich) und Karstädt mit dem Dorf Stavenow (nördlich). Der westliche Teil der Gemarkung liegt im Biosphärenreservat Flusslandschaft Elbe-Brandenburg.
Der Ort befindet sich am Nordostrand des Elbe-Urstromtals im Einzugsgebiet der Löcknitz auf einer saalekaltzeitlichen Hochfläche, die aus kiesigen Geschiebesanden und Geschiebemergeln aufgebaut ist. Im östlichen Teil der Gemarkung steht oberflächig Geschiebelehm an, die westlichen und nördlichen Bereiche sind überwiegend durch Sande und Kiese geprägt. In den zum Gemeindegebiet gehörenden Niederungen (Sollgrabenniederung, Mäsche, Baeckniederung, Silge) sind überwiegend trockengelegte Niedermoore mit anmoorigen Böden anzutreffen.

## Geschichte
Der Name „Nobelin“ (Vogt in Tangermünde) wurde erstmals 1295 urkundlich erwähnt. Der Ortsname ist wahrscheinlich slawischen Ursprungs (Deutungen: „feucht, nass“ oder „nje bely“ = „nicht weiß“ = trübes Wasser).

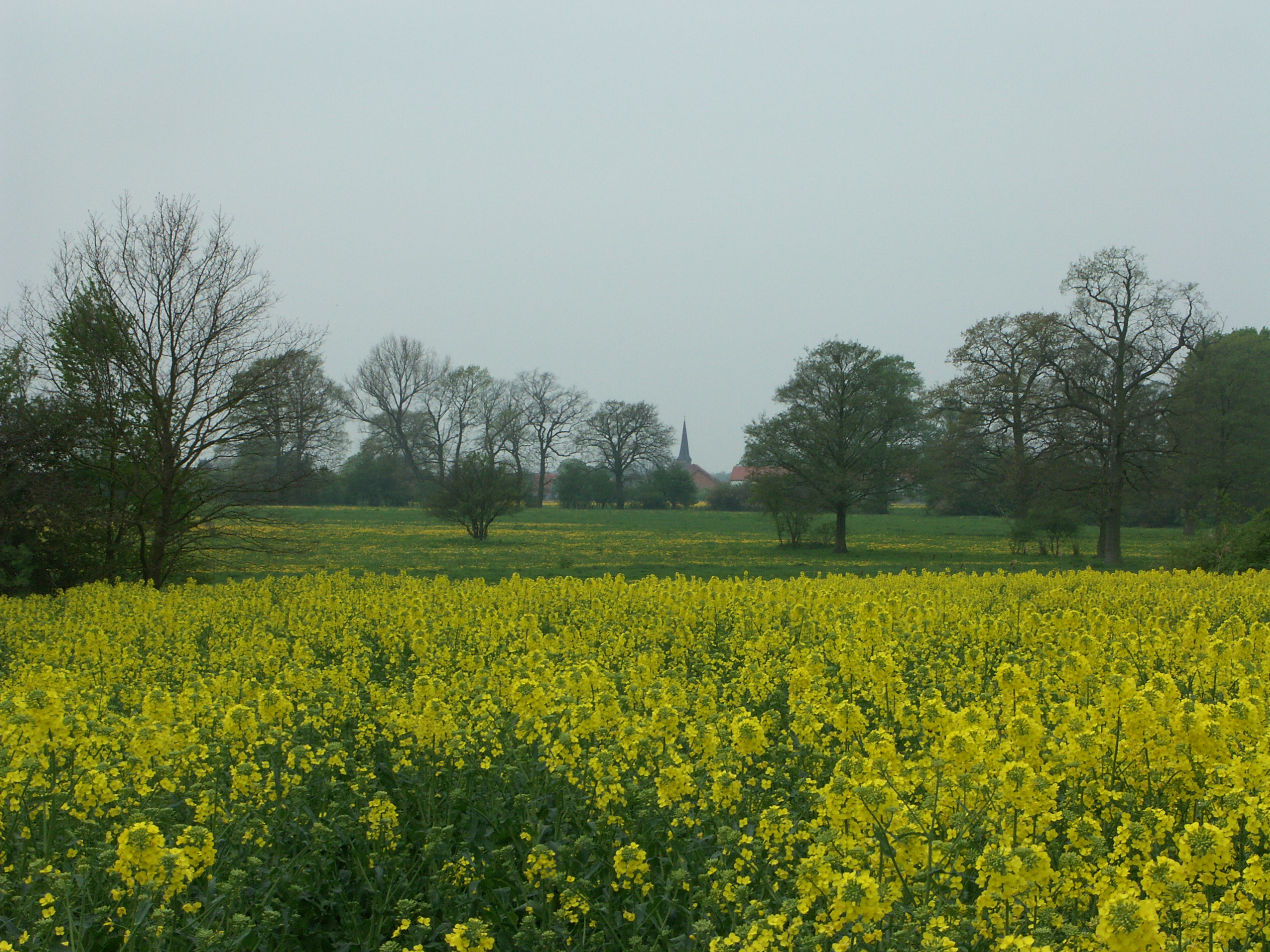
Wiesenlandschaft östlich von Nebelin

Die Ersterwähnung des Ortes Nebelin erfolgte 1316, als der Markgraf Johann (der Erlauchte) dem Thidekin von Wartenberg drei Hufen in Nebelin (Nobelin) zur Errichtung einer Kirche vereignete.
Prähistorische Funde sind in der Nebeliner Feldmark am Fliederberg, direkt südlich des Ortes (Gräberfeld aus der Eisenzeit und römische Kaiserzeit) und zwei Kilometer westlich, auf dem sogenannten Schattenberg (Gräberfeld und Grabhügel aus der Bronzezeit) dokumentiert. Johann Christoph Bekmann beschreibt 1751 am Schattenberg zwei Steinkreise aus mittelgroßen Findlingen von 20 Fuß Durchmesser am Fuße von zwei Grabhügeln beidseitig der „Alten Hamburger Poststraße“.

### Entwicklung der Guts- und der Bauerngemeinde
Von 1316 bis 1814 besitzt die Familie von Wartenberg/Vielrogge die Burg und das Gut Nebelin. In diesem Zeitraum werden zunächst ein Rittersitz und ab 1488 zwei Rittersitze bzw. Güter der Familien von Wartenberg bzw. von Vielrogge (später ebenfalls v. Wartenberg) erwähnt. Die Anzahl der Höfe entwickelte sich von o. g. 3 Hufen im Jahr 1316 auf 15 Hüfner und 8 Kossäten im 16. Jahrhundert (1576). Der Dreißigjährige Krieg dezimierte die männliche Einwohnerschaft auf nur einen ortsansässigen Hüfner, sechs ortsansässige Kossäten und einen Kätner (1652). Die liberale Politik des Großen Kurfürsten führte nach dem Dreißigjährigen Krieg zu einer regen Zuwanderung, vorrangig aus Ostpreußen und Schleswig-Holstein. Im Jahre 1686 sind bereits sieben Hüfner-Höfe und zehn Kossäten-Höfe wieder bewirtschaftet. Bis zum Ende des 20. Jahrhunderts existierten relativ konstant 12–13 Hüfner- und 10–13 Kossätenhöfe.
Die Einwohnerzahl (s. Diagramm) schwankte seit dem 16. bis zum Ende des 18. Jahrhunderts um die 250 Einwohner, erhöhte sich im 19. Jahrhundert und der ersten Hälfte des 20. Jahrhunderts auf ca. 400 Einwohner und verringert sich seit 1945 wieder, so dass Nebelin seit 1990 um die 200 Bewohner hat. Ein deutlicher Einbruch der Bevölkerungszahlen war im Dreißigjährigen Krieg (1652) und nach den Napoleonischen Kriegen (1817) zu verzeichnen. Zu einem deutlichen Anstieg der Einwohnerschaft kam es nach 1945, infolge des Zuzuges von Flüchtlingen aus den ehemaligen deutschen Ostgebieten.
Von 1795 bis 1829 erfolgte die Separation, d. h. die Befreiung (Freikaufen) der Bauernschaft von der Erbuntertänigkeit im Rahmen der Stein-Hardenbergschen Reformen. Mangels ausreichender finanzieller Mittel kauften sich die Bauern durch die Abgabe von Ackerland an den Gutsbesitzer von den Frondiensten und Abgaben frei. Zum 100. Jahrestag der Steinschen Reformen errichteten die Einwohner von Nebelin 1913 das Freiherr-vom-Stein-Denkmal zu Ehren des preußischen Reformers.
In den Jahren 1807 bzw. 1814 verkaufte die v. Wartenberg die beiden Rittergüter an den preußischen Staatsminister a. D. Otto von Voß zu Stavenow, der auf dem Gut einen Verwalter einsetzte. 1946 wurde das Rest-Gut (273 ha) im Rahmen der Bodenreform enteignet und auf 26 Neubauern aufgeteilt. 1958–1960 wurde die LPG „Neues Leben“ gegründet, in die die Flächen der Guts- und der Bauerngemeinde eingingen. Nach der Wiedervereinigung gründeten einige ortsansässige Landwirte 1995 die Nebeliner Agrar GmbH, welche die landwirtschaftlichen Flächen der Gemeinde pachtete und bewirtschaftete. Im Jahr 2009 übernahm die Agrar GmbH Karstädt die Nebeliner Agrar GmbH.

### Nebeliner Burg

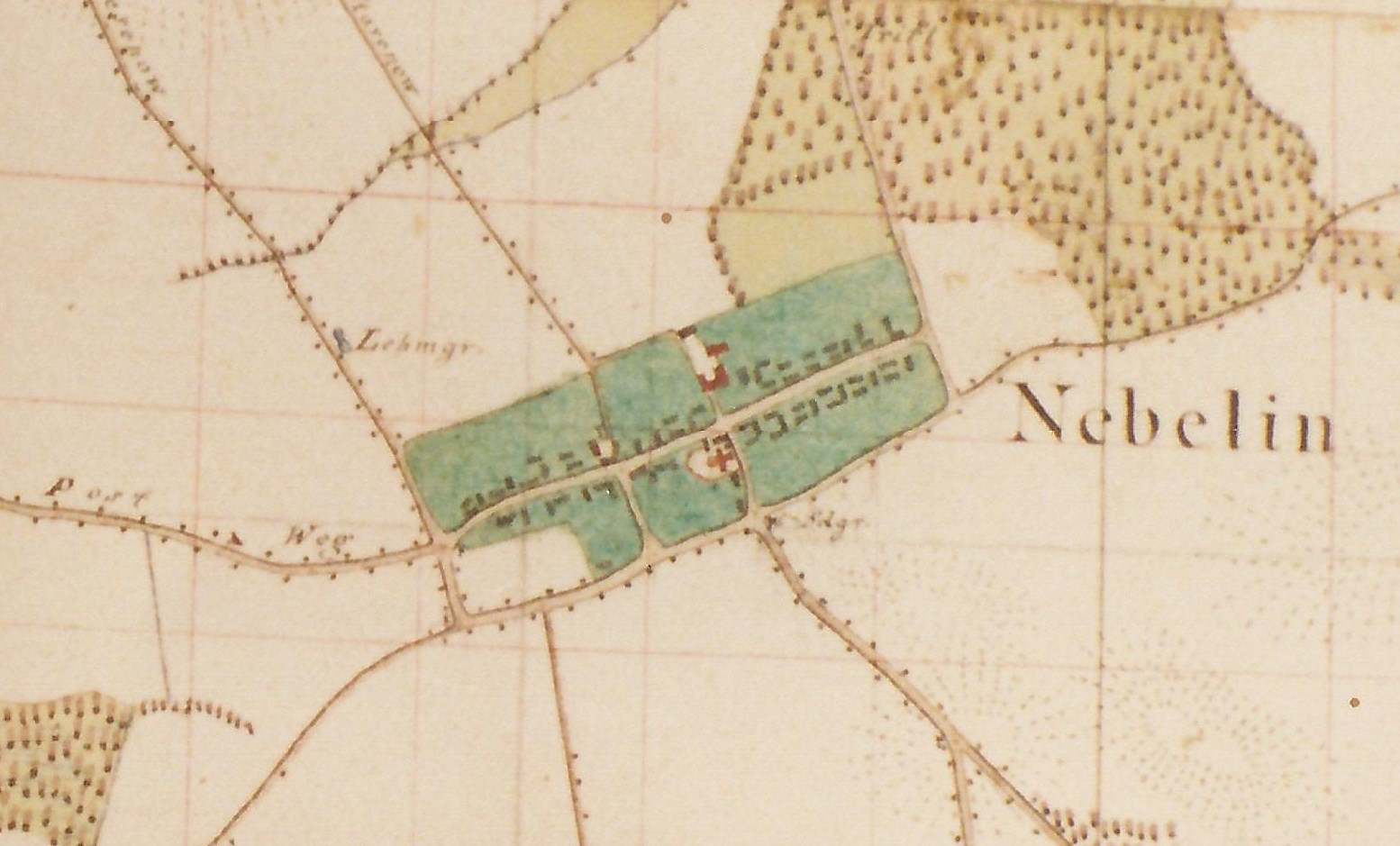
Nebelin 1821. Lage der Burg (nördlich der Kirche) und des zweiten Gutes (westlich, heute Gutshaus)

Im Jahre 1353 wurde erstmals eine Burg in Nebelin erwähnt. Obwohl die Wasserburg ursprünglich zur Verteidigung des Ortes angelegt worden war, widmeten sich im 14. Jahrhundert die Burgherren mehr und mehr dem Raubrittertum. Den Kaufleuten der Hansestädte entstanden durch die Raubritter große Schäden, so dass sich diese zu einem Landfriedensbund zusammenschlossen, um die Raubritterburgen zu erobern. 1353 wurde dann u. a. auch die Nebeliner Burg erobert. Ein Jahr später beurkundete Albrecht II., Herzog zu Mecklenburg auf der eroberten Burg zu Nebelin dem Rat zu Lübeck „ewige Zollfreiheit für die Hilfe bei der Eroberung der Raubschlösser Grabow, Lenzen und Gorlosen“ und verspricht auf den eroberten Burgen friedliebende Vogte einzusetzen.
Die von Wartenberg blieben offensichtlich im Besitz von Nebelin und widmeten sich, zumindest zeitweilig, auch weiterhin dem Raubrittertum. Im Jahre 1542 wurde Hans von Wartenberg vom Kurfürsten Joachim II. Hector zum „Landesbeschädiger und Straßenräuber“ erklärt und, nachdem ihm im Beisein eines abgesandten Geheim-Sekretärs in Perleberg der Prozess gemacht worden war, auf besonderen kurfürstlichen Befehl mit dem Schwert hingerichtet. Die Reste der Burg wurden 1967 eingeebnet.

### Kirche

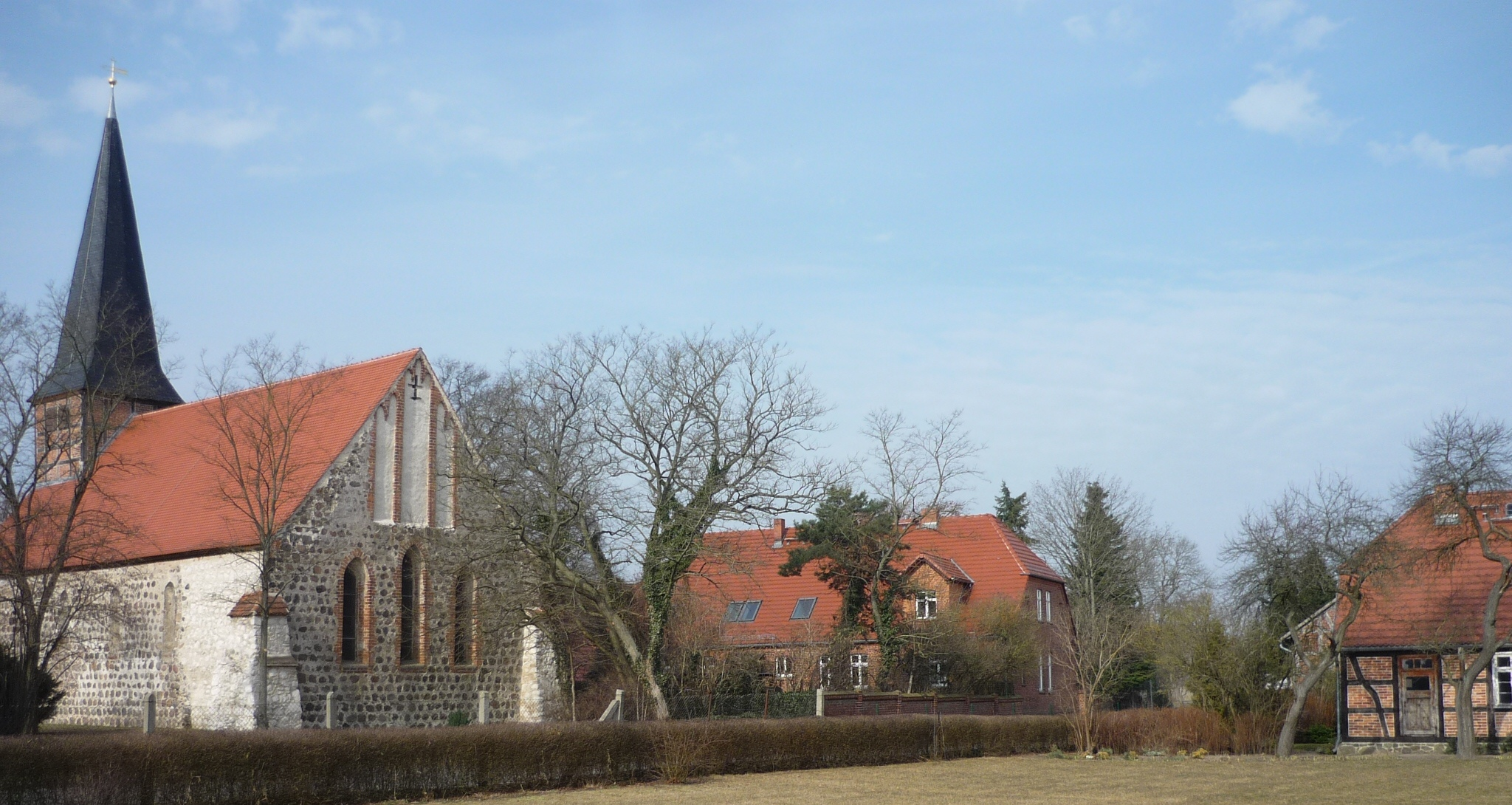
Kirche und Pfarrhaus in Nebelin

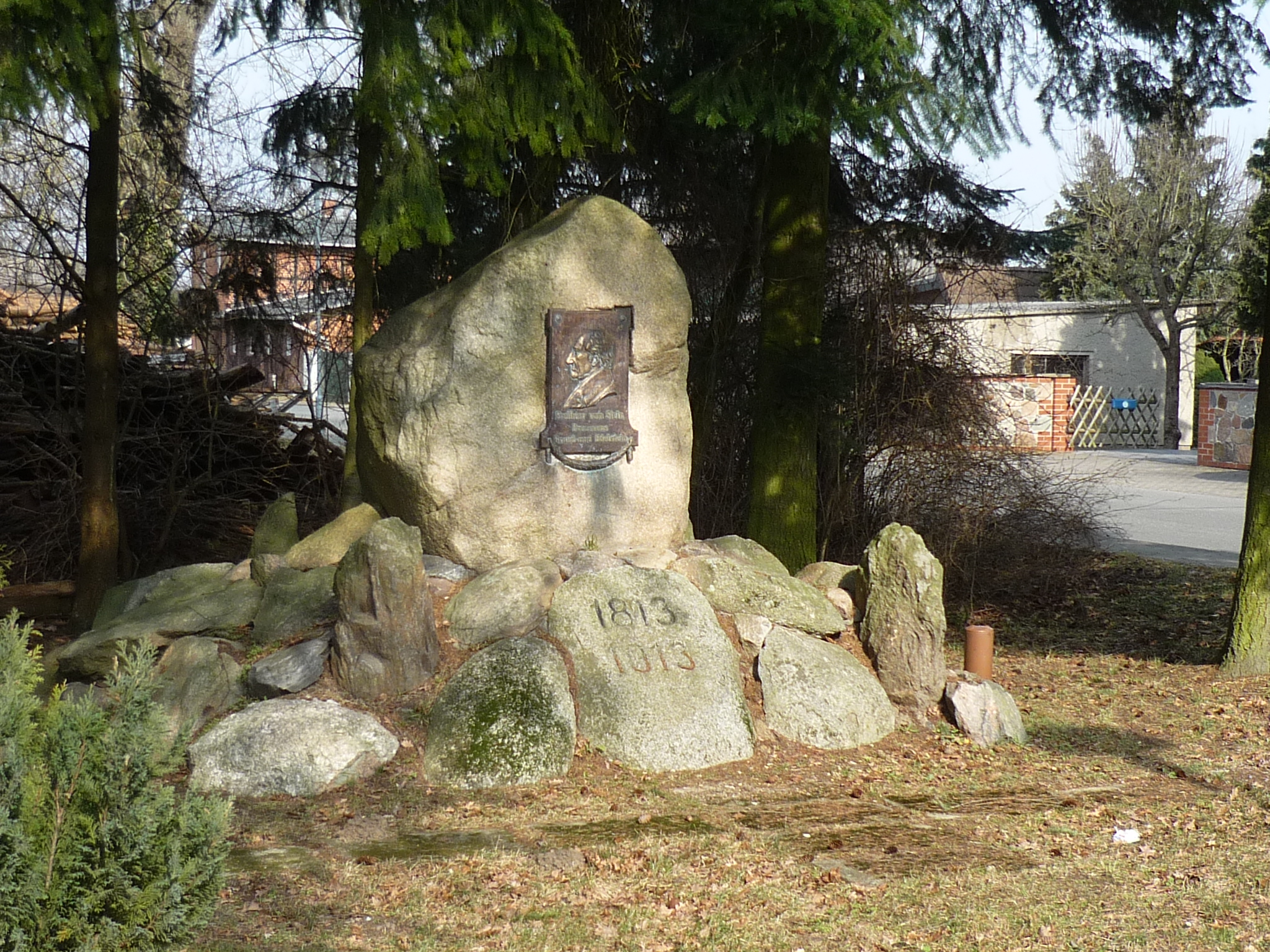
Freiherr-vom-Stein-Denkmal in Nebelin

Die Kirche zu Nebelin („ein Altar“) wurde 1316 vom Thiedeke von Wartenberg auf Geheiß des Markgrafen Johann gestiftet. Der erste Pfarrer (Perner Rohloff) wird 1349 erwähnt. Das Patronat hatten die Gutsherren (bis 1814 v. Wartenberg, zeitweise v. Vielrogge, danach v. Voß zu Stavenow) inne. 1542 wird Nebelin als Mutterkirche mit 80 Kommunikanten erwähnt. Nach der Reformation wurde 1558 eine Küsterei gebaut und die Innenausstattung der Kirche (Kirchen- und Patronatsgestühl) erneuert. 1701 wurde der im Dreißigjährigen Krieg zerstörte Turm neu errichtet und mit dem heutigen Spitzhelm versehen. In den 1730er Jahren gestaltete man die Inneneinrichtung (Altar, Deckenbemalung, Gutsempore) im Stile des Barock um. Im Jahre 1909 wurde die Kirche im Zuge von Renovierungsarbeiten nochmals verändert. Die Orgel fand auf der Westempore ihren heutigen Platz und die Deckenmalerei (von 1736) wurde restauriert. 2010 erfolgte eine denkmalgerechte Renovierung des Gebäudes.

## Architektur und Sehenswürdigkeiten
Nebelin ist ein Straßendorf in West-Ost-Ausrichtung, wobei die Dorfstraße untypischerweise rechtwinklig zur heutigen Durchgangsstraße (L 122) liegt. In die Denkmalliste der Gemeinde Karstädt sind die Kirche, das Freiherr-vom-Stein-Denkmal und die Hofensembles Nr. 6 (Hacker) und Nr. 55 (Hingst) eingetragen. Das Ortsbild wird von Bauernhäusern und Wirtschaftsgebäuden unterschiedlicher Zeiten und Baustile geprägt (vor 1800: giebelständige Fachwerkhäuser in der Tradition des mitteldeutschen Ernhauses, z. B. Höfe Nr. 6, 18/19, 50; 1800–1850: traufständige Fachwerkhäuser im Stil der friderizianischen Kolonistenhäuser, z. B. Höfe Nr. 28, 52, 55; 1850–1900: verputzte 5-7-achsige Häuser im spätklassizistischen Stil, z. B. Höfe Nr. 3, 14, 24, 29, 47; moderne Gebäude).
Die rechteckige flachgedeckte Feldsteinkirche (frühgotische Saalkirche) mit einem hohen quadratischen Fachwerkturm und Spitzhelm (1701) am Westgiebel stammt aus der Zeit um 1300. Die Fassade besteht aus gespaltenen Feldsteinen mit breit verstrichenen Fugen und teilweise eingeritzten Scheinfugen. Die spitzbogigen Fenster an den Längsseiten, die zweistufigen Portale an der Nordseite und gestaffelte Dreifenstergruppe mit drei darüber angeordneten schmale Blenden am Ostgiebel sind in Backstein ausgeführt und stammen noch aus der Entstehungszeit.
Die Kirche besitzt eine lebhafte barocke Innenausstattung. Sehenswert sind das Gestühl (1546/1558 datiert) mit teils gestochenen, teils gemalten Wappen, Rosen und anderen Zierformen, die Balkendecke und Orgelempore mit barocker Rankenmalerei (1736), der barocke Kanzelaltar mit Darstellungen Christi und der Evangelisten sowie geschnitzten Altarschranken, die Herrschaftsempore aus dem frühen 17. Jahrhundert mit Renaissanceformen, Gemäldetafeln und Wappenschmuck sowie das Patronatsgestühl von 1583 mit Darstellungen von Marcus, Christus, Johannes Evang. als Halbfiguren und des Patronatswappens. Die südliche Innenwand der Kirche ist mit einer großformatige Wandmalerei der wundersamen Brotvermehrung mit zeitgenössischen Porträts (Küstenmacher, 1915) und Grabplatten versehen.
Das Freiherr-vom-Stein-Denkmal zu Ehren des preußischen Reformers wurde 1913 durch Einwohner des Ortes aus Feldsteinen aus der Nebeliner Feldmark errichtet und mit einer Bronzetafel des Berliner Bildhauers Helmuth Schievelkamp versehen. Es ist eines der wenigen Denkmale Steins, welche von den Adressaten der Steinschen Reformen auf eigene Initiative und Kosten errichtet wurden.
Weiterhin sehenswert sind die Heimatstube, in der historische Haus- und Landwirtschaftsgeräte zu besichtigen sind, und das ehemalige Gutshaus.

## Infrastruktur und Verkehr

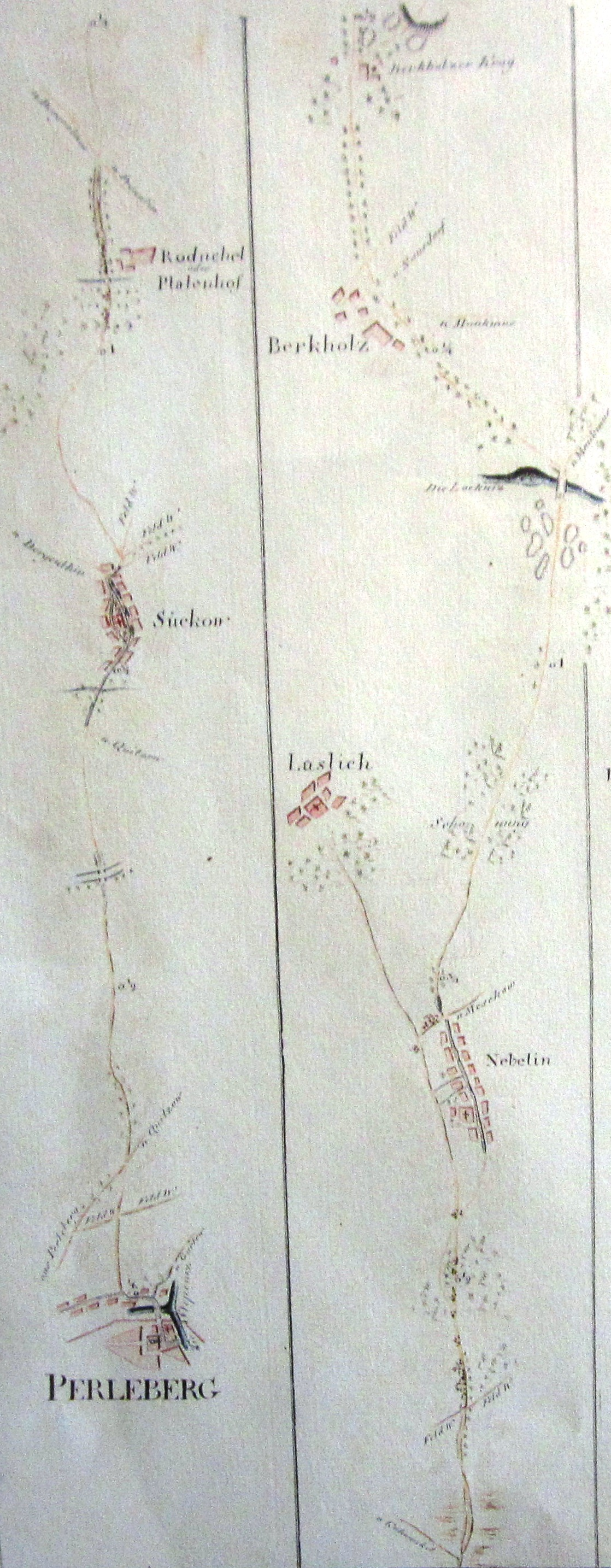
Verlauf der „Alten Hamburger Poststraße“ von Perleberg bis Birkholz, Vermessung Post-Cours von Berlin nach Hamburg, 1800 (MfK Berlin)

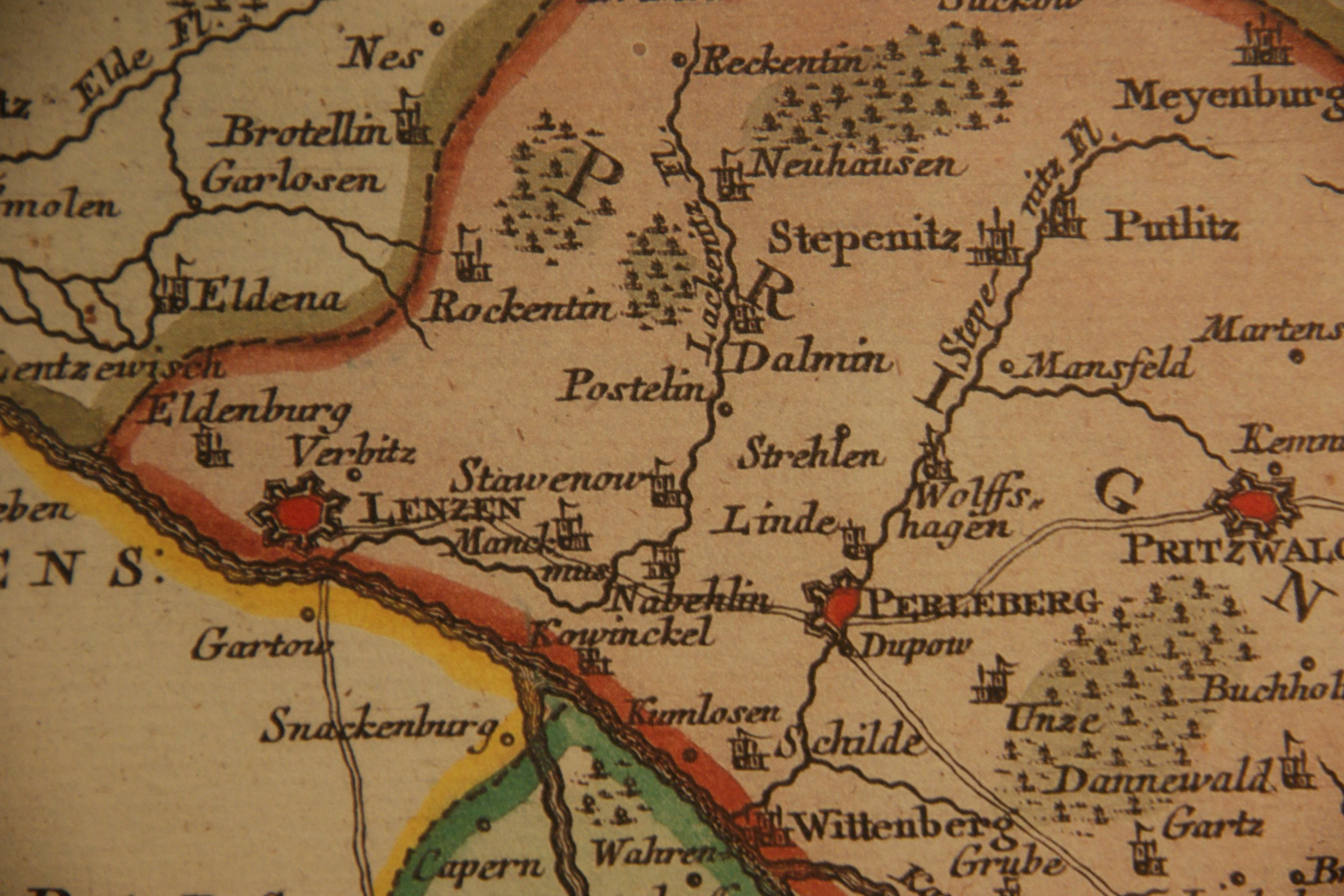
Verlauf der „Alten Hamburger Poststraße“, K. Lotter, 1758

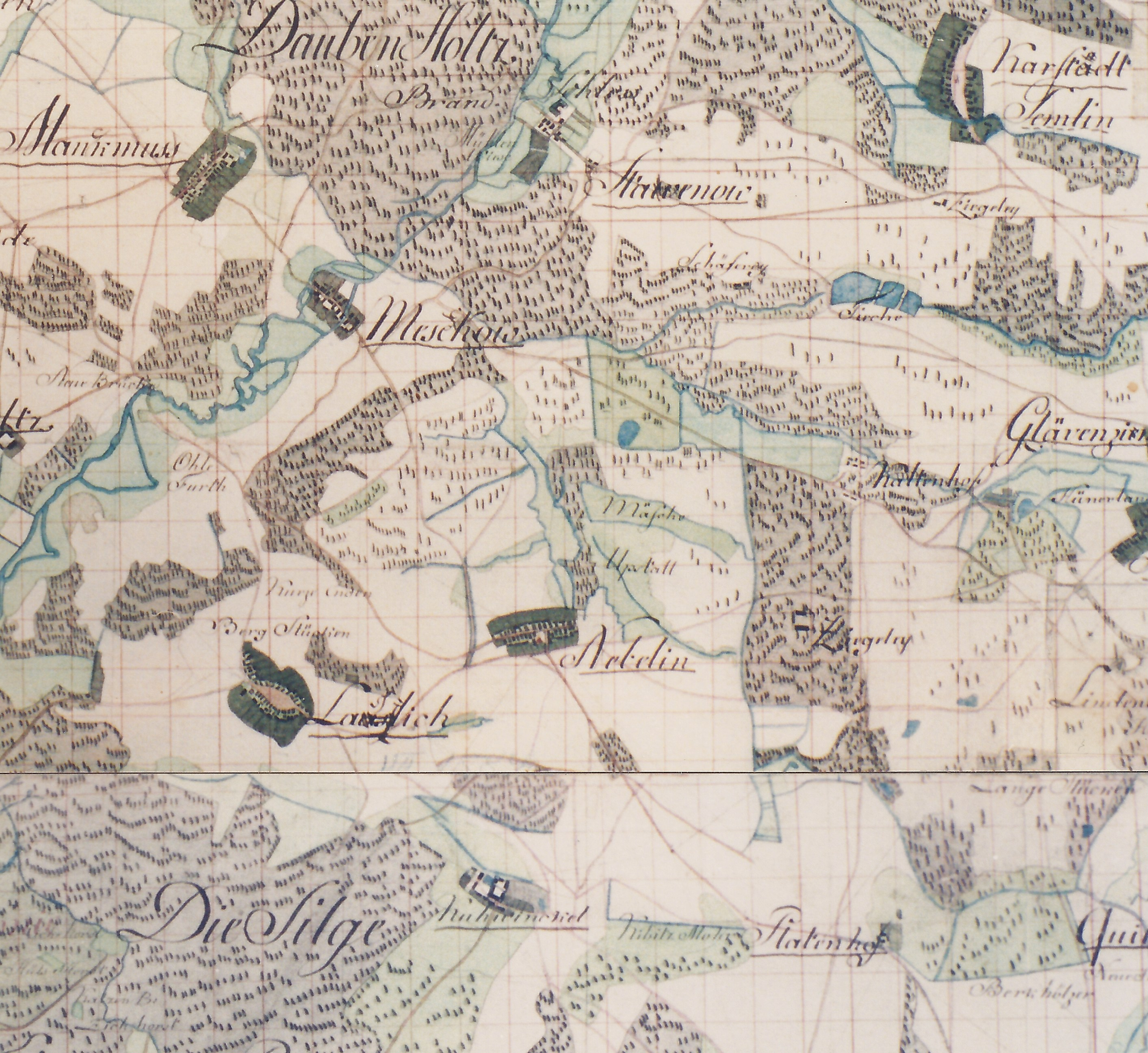
Die „Alte Hamburger Poststraße“ bei Nebelin mit „Neuer Brücke“ über die Löcknitz, Schulenburgsche Generalkarte, 1781

Nebelin lag früher an der „Alten Hamburger Poststraße“ von Berlin (Oranienburger Tor) nach Hamburg (Preußisches Posthaus), die 1654 auf Geheiß von Kurfürst Friedrich Wilhelm auf dem alten Pilgerweg von Berlin zum „Wunderblut Wilsnak“ – zunächst für reitende Boten – angelegt wurde. Der große Bedarf des Berliner Hofes auf kulinarische Delikatessen – Austern, Südfrüchte und exotisches Gemüse – gab den Ausschlag, im 17. Jahrhundert eine sog. Küchenpost zwischen Berlin und Hamburg einzurichten. Mit dem Ausbau der Strecke zur fahrenden Post mit öffentlicher Brief-, Waren- und Personenbeförderung wurde erstmals ein regelmäßiger Fahrplan eingeführt.
Die Alte Hamburger Poststraße folgte von Perleberg der alten Heerstraße nach Lenzen und querte westlich von Nebelin die in der Vergangenheit sehr wasserreiche und nur an wenigen Stellen passierbare Löcknitz. Diese Stelle wird in alten Karten als alte Furt (Ohle Furth) bezeichnet. Wahrscheinlich nach Einrichtung des Postkurses wurde hier eine Brücke gebaut, die in den Kartenwerken seit 1781 als „Neue Brücke“ verzeichnet ist und auch heute noch diesen Namen trägt. Am südlichen Ortsrand von Nebelin befand sich etwa bei Position „19½ Meilen bis Berlin“ eine Postkutschenumspannstation und angrenzend ein Gasthof.
Die alte Streckenführung des Postkurses Berlin–Hamburg wurde 1830 endgültig aufgegeben, nachdem die „Neue Hamburger Chaussee“, die heutige Bundesstraße 5, fertiggestellt war. Heute wird der Ort durch die Landesstraße 122 erschlossen, die erst nach dem Verkauf des Gutes 1814 angelegt wurde.
1846 wurde östlich des Ortes die Bahnstrecke Berlin–Hamburg gebaut. An der Blockstelle Nebelin errichtete die Deutsche Reichsbahn für ihre Bediensteten den sogenannten „Ausbau Bahnsiedlung“ mit sieben Höfen.

Nach 1990 wurden die Landesstraße, die Dorfstraße, die Gehwege, die Straßenbeleuchtung sowie eine Reihe kommunaler Einrichtungen (Kindergarten, Dorfgemeinschaftshaus, Bushaltestelle) erneuert.

## Persönlichkeiten
- Willi Homuth (1922–1988), Funktionär der SED